# Szidónia Vajda
Szidónia Vajda (ur. 20 stycznia 1979 w Odorheiu Secuiescu) – rumuńska szachistka, reprezentantka Węgier od 2000, arcymistrzyni od 1998, posiadaczka męskiego tytułu mistrza międzynarodowego od 2003 roku.

## Kariera szachowa
W drugiej połowie lat 90. XX wieku należała do światowej czołówki juniorek. W 1995 r. w Żaganiu zdobyła tytuł mistrzyni Europy do 16 lat, a w Guarapuavie – brązowy medal mistrzostw świata w tej samej kategorii wiekowej. Trzeci medal zdobyła w 1999 r. w Erywaniu, gdzie na mistrzostwach świata juniorek do 20 lat zajęła III miejsce (za Marią Kuwatsu i Janą Jackovą).
W latach 1994 i 1998 r. zajęła IV m. w finałach indywidualnych mistrzostw Rumunii. W 1999 r. zdobyła w Batumi brązowy medal drużynowych mistrzostw Europy. W turniejach DME startowała jeszcze trzykrotnie (w latach 2003–2007, już jako reprezentantka Węgier) w 2003 r. zdobywając tytuł drużynowej wicemistrzyni Europy oraz brązowy medal za indywidualny wynik na II szachownicy. Była również czterokrotną uczestniczką szachowych olimpiad (w latach 2002–2008, w tym raz na I szachownicy), w 2004 r. zdobywając złoty medal za indywidualny wynik na II szachownicy.
W 2002 r. zdobyła tytuł wicemistrzyni, a w 2004 – mistrzyni Węgier. Do innych jej sukcesów indywidualnych należą m.in.:
- dz. II m. w Băile Herculane (1994, za Fliurą Uskową, wspólnie z Luizą Marin),
- I m. w Budapeszcie (1995, First Saturday FS02 IM – kobiecy),
- dz. I m. w Budapeszcie (1996, turniej First Saturday FS06 IM, wspólnie z Christianem Jöcksem; pierwsza norma na tytuł mistrza międzynarodowego, dwie pozostałe wypełniła w 2002 r. w Budapeszcie i Zalakaros),
- II m. w Bukareszcie (1997, za Gabrielą Olărașu),
- dz. I m. w Bukareszcie (2001, wspólnie z Marianą Mosnegutu(inne języki)),
- dz. II m. w Rijece (2001, za Reginą Pokorną, wspólnie z Mirjaną Medić),
- II m. w Rijece (2003, za Evą Repkovą),
- dz. I m. w Tapolcy (2005, wspólnie z m.in. Zoltanem Vargą, Miklosem Galyasem(inne języki) i Sandorem Videkim(inne języki)),
- III m. w Kopenhadze (2006, za Jakobem Gludem i Emilem Hermanssonem(inne języki)),
- I m. w Paksie (2009, turniej kobiecy memoriału György Marxa),
- dz. I m. w Budapeszcie (2015, wspólnie z Iwetą Rajlich i Tícią Garą)[3].

Najwyższy ranking w dotychczasowej karierze osiągnęła 1 stycznia 2008 r., z wynikiem 2418 punktów zajmowała wówczas 47. miejsce na światowej liście FIDE (oraz trzecie – za Judit Polgár i Hoàng Thanh Trang – wśród węgierskich szachistek).